# Manfred Richter (Autor)
Manfred Richter (* 16. Oktober 1929 in Dresden; † 29. September 2023 in Potsdam, Stadtteil Groß Glienicke) war ein deutscher Schriftsteller, Drehbuchautor und Dramaturg.

## Leben und Werk
Richter war der Sohn eines Straßenbahnschaffners. Er machte eine Lehre als Chemiearbeiter. Ab 1945 arbeitete er als Hilfsarbeiter und begann er Ausbildungen als Maler und Drogist. 1948 war er Wachtmeister bei der Wasserschutzpolizei in Dresden. Ab 1949 arbeitete er als Lehrhäuer und Häuer bei der Wismut. Ab 1950 studierte er an der Akademie für Musik und Theater in Dresden. Dann war er beim DEFA-Nachwuchsstudio in Potsdam-Babelsberg und besuchte er die Schauspielschule in Berlin. Er entschied sich dann aber für den Beruf eines Kunsterziehers und legte hierfür 1954 die Prüfung in Erfurt ab. Dort schrieb Richter auch sein erstes Werk, das Kinderbuch Das Zauberfaß, das ihn als jungen Autor bekannt werden ließ. Louis Fürnberg wurde so auf ihn aufmerksam und überredete ihn, ein Studium am „Johannes R. Becher“ Institut in Leipzig aufzunehmen, was er dann von 1956 bis 1959 auch tat. Des Weiteren schloss sich eine Fachausbildung als Szenarist an der Filmhochschule Babelsberg an. 1958 wurde er durch sein Schauspiel Kommando von links bekannt, das am Schicksal von Albin Köbis und Max Reichpietsch die revolutionären Ereignisse in der deutschen Kriegsmarine 1917 nachgestaltet.
Ab 1959 arbeitete Richter als Dramatiker am Deutschen Nationaltheater Weimar, später als Dramaturg am Landestheater in Dessau und schließlich als Drehbuchautor beim DEFA-Studio für Spielfilme in Babelsberg. Sein erstes Drehbuch für die ostdeutsche Filmproduktionsgesellschaft verfasste er 1962 für und mit Walter Beck: Als Martin vierzehn war (nach einer Erzählung von Hans Schönrock). Nach dem 11. Plenum des Zentralkomitee der SED wurde er Mitte der 1960er Jahre wegen kulturpolitischer Meinungsverschiedenheiten bei der DEFA entlassen und 1966 als künstlerischer Leiter des Kulturhauses in die Filmfabrik Wolfen strafversetzt, wo er bis 1975 wirkte. Seitdem arbeitete er als freiberuflicher Schriftsteller, unterbrochen von 1984 bis 1990 als Drehbuchautor bei der DEFA.
Richter verfasste eine Reihe von Drehbüchern von etwa einem Dutzend Kino- und Fernsehfilme sowie diverse Theaterstücke.

## Werke

### Filmografie
- 1964: Als Martin vierzehn war
- 1973: Reife Kirschen
- 1974: Der Untergang der Emma
- 1986: Ein Wigwam für die Störche (TV)
- 1982: Familienbande
- 1982: Das große Abenteuer des Kaspar Schmeck (TV-Serie)
- 1986: Der Hut des Brigadiers
- 1987: Vernehmung der Zeugen
- 1991: Die kriegerischen Abenteuer eines Friedfertigen (TV)

### Texte für das Theater
- Das Zauberfass (Schauspiel, Uraufführung 1955)
- Die Familien der guten Leute (Schauspiel, Uraufführung 1958)

- Die Insel Gottes (Schauspiel, Uraufführung 1959; Manolis Glezos gewidmet)
- Rübchen (Märchenspiel nach Pawel Grigorjewitsch Maljarewski; Uraufführung 1960)
- Der Tag ist nicht zu Ende (Schauspiel, Uraufführung 1961)
- Was vom Himmel kommen soll (1961, Singspiel für Kinder; Musik Horst Irrgang)

### Bücher
- 1980: Das Ei in der Trompete. Ein Roman für Kinder, aber auch für Erwachsene, die noch wissen möchten, worauf es im Leben manchmal ankommt. Kinderbuchverlag Berlin
- 1981: Der vertauschte Vati. Kinderbuchverlag Berlin (Die kleinen Trompeterbücher, Band 146)
- 2000: Der Schickedietenheimer Turm. Kinderbuch mit Illustrationen von Manfred Bofinger; beigelegte CD mit dem Text. Märkischer Verlag Wilhelmshorst,  ISBN 3-931 329-16-X
- 2004: Legende Lövenix. Ein ungesicherter Bericht über die Liebe und anderes Merkwürdige im Leben des Gottfried Wilhelm Leibniz. trafo Berlin
- 2005: Jakobs Augen. Erzählung. Märkischer Verlag Wilhelmshorst
- 2014: Dieser miese schöne Alltag. Edition digital Godern